# The Claws of the Hun
The Claws of the Hun is een Amerikaanse dramafilm uit 1918 onder regie van Victor Schertzinger.

## Verhaal
John Stanton is de zoon van een wapenmagnaat. Wanneer de Verenigde Staten de oorlog verklaren aan Duitsland, wordt hij ten onrechte als dienstweigeraar beschouwd. Hij kan zijn naam zuiveren, als hij erachter komt dat Duitse spionnen de fabriek van zijn vader willen saboteren.

## Rolverdeling
| Acteur              | Personage       |
| ------------------- | --------------- |
| Charles Ray         | John Stanton    |
| Jane Novak          | Virginia Lee    |
| Robert McKim        | Alfred Werner   |
| Dorcas Matthews     | Muriel Charters |
| Melbourne MacDowell | Godfrey Stanton |
| Mollie McConnell    | Mevrouw Stanton |
| Henry A. Barrows    |                 |